# Coadă

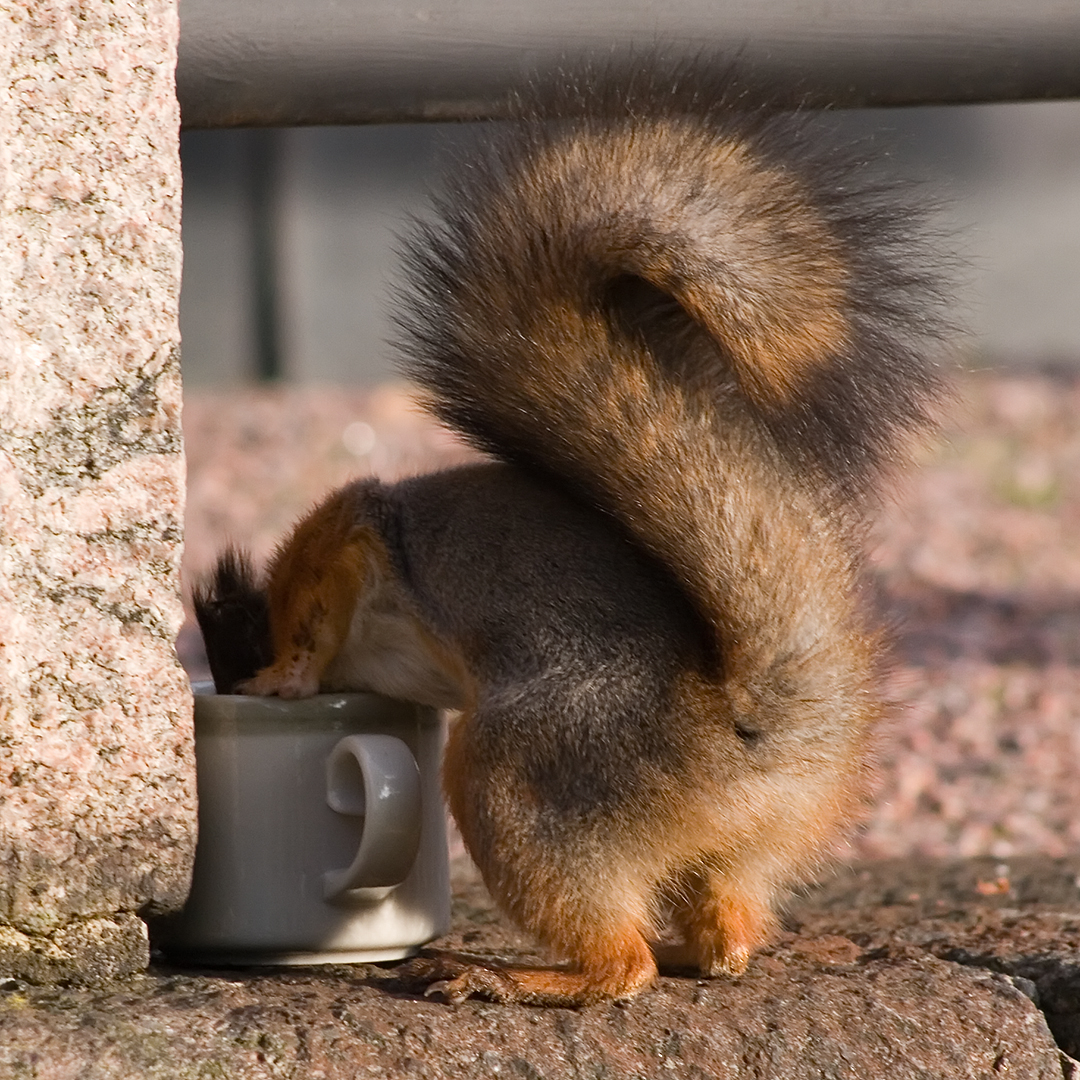
Coadă de veveriţă

Coada este o prelungire în extremitatea posterioară a corpului anumitor animale în formă de apendice. Coada la unele animale conține țesut osos, respectiv vertebre care sunt o continuitate a coloanei vertebrale, iar la altele fiind formate doar din țesut moale. În general, cozile păsărilor au un penaj bogat, iar în cazul unor animale blană sau păr mai mare. La pești, coada este formată dintr-un înveliș de piele impermeabil.

## Funcții
- La pești coada are rol locomotor, ajutând peștii să înainteze.
- La unele mamifere coada are rol în echilibrare, de exemplu la pisici.
- În cazul maimuțelor coada are rolul de a se prinde, de a se agăța de ramuri.
- Unele animale cu ajutorul cozii transmit semnale în comunitatea din care fac parte, la ivirea unui pericol, de exemplu.
- Coada, de asemenea, transmite starea de spirit în care se află animalul: nervozitate, bucurie. Mișcarea cozii în plan orizontal la pisici reflectă nervozitate pe când la câini bucurie.

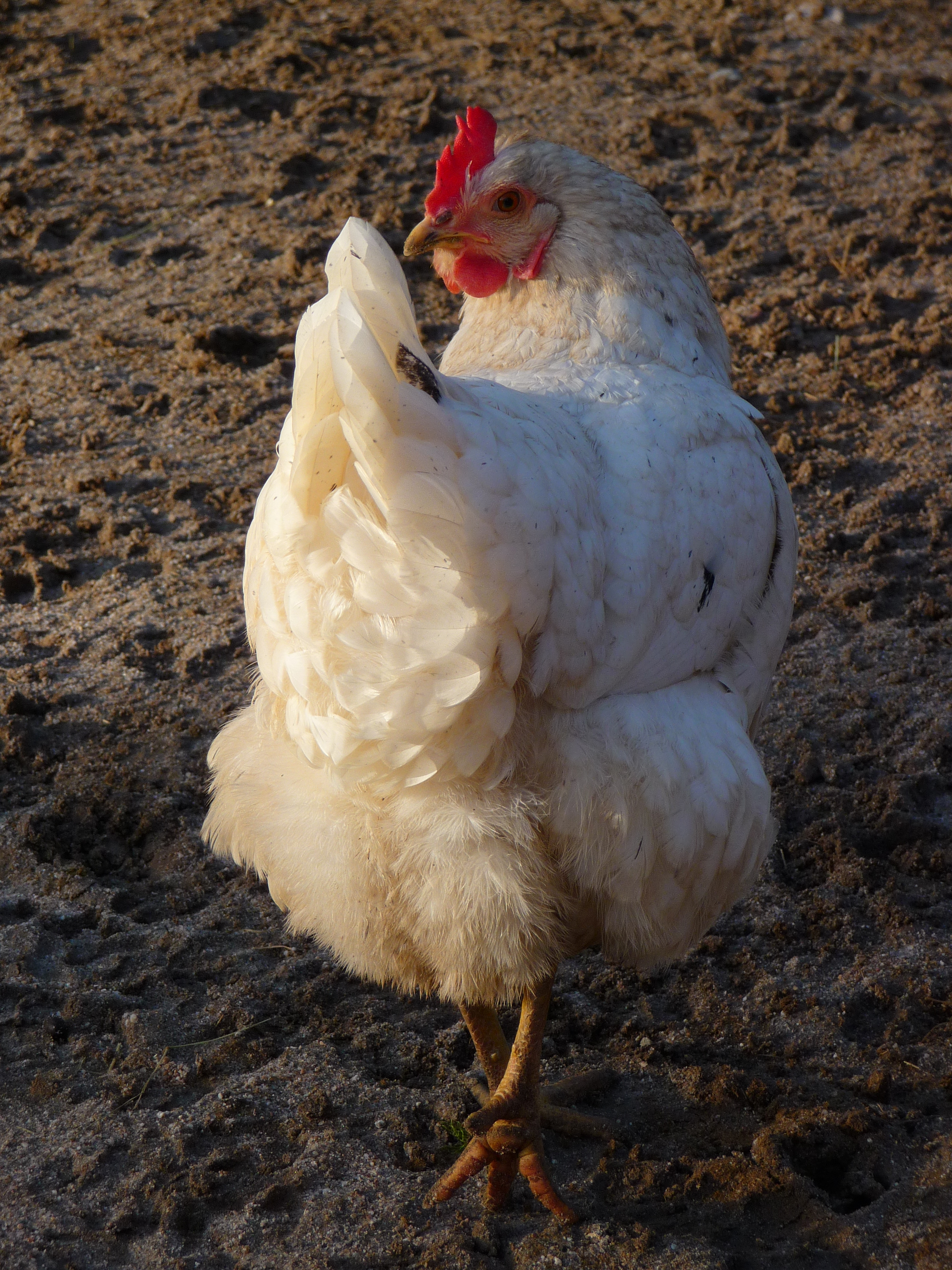
Coadă de găină

- La păsări are rolul de cârmă în timpul zborului și de a plana, iar în timpul șederii de echilibru, atunci când pasărea stă pe o ramură subțire sau sârmă.
- Unele reptile își leapădă coada atunci când sunt atacate pentru a scăpa. Ulterior le va crește o coadă nouă, în general această coadă nouă e mereu mai închisă la culoare ca cea precedentă.
- Oposumul își folosește coada pentru a căra materiale atunci când își construiește culcușul.

## Coada la oameni
Embrionul uman are o coadă care măsoară o șesime din toată mărimea sa. Când embrionul devine făt, coada este absorbită de corpul în creștere. Așadar coada este un organ vestigial. Există cazuri în care se pot naște copii cu cozi scurte de țesut moale (piele, mușchi și nervi) dar excepțional au fost întâlnite cazuri când s-au născut copii cu cozi care conțineau țesut cartilaginos și chiar cu 5 vertebre. 
În mod obișnuit oamenii prezintă în capătul coloanei osul coccis, care este lipit de pelvis, în același loc în care animalele prezintă coada. Coccisul este format din patru vertebre sudate și are rolul de a susține mușchii fesieri.